# Ralph Erskine Cleland
Ralph Erskine Cleland (1892–1971) fue un botánico estadounidense.
En 1947, fue el presidente de la Botanical Society of America. También era profesor del Departamento de Botánica de la Universidad de Indiana. Cleland descubrió Oenothera. También descubrió el anillo cromosómico que provoca el anormal hábito de las oenotheras.
- La abreviatura «R.E.Cleland» se emplea para indicar a Ralph Erskine Cleland como autoridad en la descripción y clasificación científica de los vegetales.[3]